# Lucio Susmel

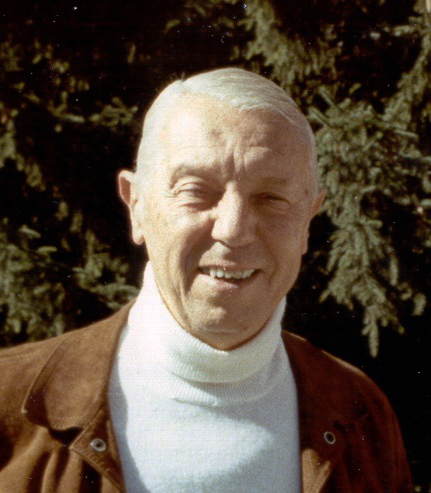
Lucio Susmel

Lucio Susmel (Fiume, 3 agosto 1914 – Procchio, 25 luglio 2006) è stato un ecologo italiano.

## Biografia
È stato professore emerito di ecologia nell'Università di Padova, dove ha tenuto l'insegnamento della disciplina dal 1971 al 1984. Le sue ricerche sulla struttura e sulla funzionalità degli ecosistemi, cominciate a Firenze nel 1948, sono note in Italia e all'estero e documentate da oltre trecento pubblicazioni.
Ha definito alcune fondamentali leggi che regolano i caratteri e il dinamismo di ecosistemi terrestri dei climi temperati, leggi dalle quali sono stati tratti norme tecniche e modelli di gestione adottati poi in vari paesi europei. Già preside della Facoltà di Agraria dell'Università di Padova, è stato il fondatore del secondo corso italiano di laurea in scienze forestali, istituito a Padova nel 1967, e del corso postuniversitario di cultura in ecologia (1963) che ancora oggi si svolge annualmente nella sede del Centro Studi per l'Ambiente Alpino di San Vito di Cadore, con la partecipazione di docenti europei e extraeuropei.
Ha svolto intensa attività pubblicistica su quotidiani (Corriere della Sera, Il Tempo, Il Gazzettino, ecc.) e su periodici tecnico-scientifici.

## Riconoscimenti
È stato insignito di numerose onorificenze, tra cui, nel 1972, la medaglia d'oro per i benemeriti della scuola, della cultura e dell'arte del Ministero della Pubblica Istruzione .
Nel 1990 gli è stato assegnato il Grifo d'Oro.

## Monografie principali
- "Piano colturale della foresta demaniale di Collina (Pistoia)", Padova 1964
- "Ecologia della lecceta del Supramonte di Orgosolo", Padova 1976
- "Normalizzazione delle foreste alpine. Basi ecosistemiche, equilibrio, modelli colturali, produttività", Padova 1980
- "Principi di ecologia. Fattori ecologici, ecosistemica, applicazioni", in collaborazione con Franco Viola, Padova 1988
- "I rovereti di pianura della Serenissima", Padova 1994